# Congosorex
Congosorex es un género de musarañas de la familia Soricidae. Es originario del África subsahariana.

## Especies
Comprende las siguientes especies:
- Congosorex phillipsorum[1]
- Congosorex polli
- Congosorex verheyeni